# الطرابية
قرية الطرابية هي إحدى القرى التابعة لمركز كفر الشيخ في محافظة كفر الشيخ في جمهورية مصر العربية. حسب إحصاءات سنة 2006، بلغ إجمالي السكان في الطرابية 1620 نسمة، منهم 890 رجل و730 امرأة.